# Medelpads västra domsaga
Medelpads västra domsaga var en domsaga i Västernorrlands län. Den bildades den 1 januari 1879 (enligt beslut den 18 maj 1878) genom delningen av Medelpads domsaga i två delar. Domsagan upplöstes den 1 januari 1965 då den uppgick i den återbildade Medelpads domsaga.
Domsagans kansliort var Sundsvall.
Domsagan lydde först under Svea hovrätt, men överfördes till domkretsen för hovrätten för Nedre Norrland när denna bildades 1948.

## Tingslag
Vid bildandet löd tre tingslag under domsagan, men detta antal minskades till ett den 1 januari 1914 (enligt beslut den 22 juli 1910 och 31 januari 1913).

### Från 1879
- Selångers tingslag
- Torps tingslag
- Tuna tingslag

### Från 1914
- Medelpads västra domsagas tingslag

## Häradshövdingar
| Ämbetstid                                     | Namn                             | Levnadstid |
| --------------------------------------------- | -------------------------------- | ---------- |
| (fullmakt 10 april 1866) 1878-1882            | Gustaf Ulrik Bergmanson          | ?-1882     |
| (fullmakt 20 april 1883) 1883-1901            | Arvid Leonard Sjöberg            | ?-1901     |
| (fullmakt 16 december 1901) 1901-1905         | Ivar Peterson Ernberg            |            |
| (fullmakt 25 augusti 1905) 1905-1926          | Herman Swedborg                  | 1865-1926  |
| (fullmakt 30 december 1926) 1927-1929         | Hans Forsberg                    | 1881-1949  |
| (fullmakt 24 januari 1930) 1930-1950          | Ingemar Kramer                   |            |
| (fullmakt 27 januari 1950) 1950-tidigast 1951 | Erik Wilhelm Zacharias Göransson |            |